# Panchrysia contacta
Panchrysia contacta är en fjärilsart som beskrevs av Igor Kozhanchikov 1923. Panchrysia contacta ingår i släktet Panchrysia och familjen nattflyn. Inga underarter finns listade i Catalogue of Life.